# Aeritalia G.222
O Aeritalia G.222 (anteriormente Fiat Aviazione, posteriormente Alenia Aeronautica) é um avião de transporte militar do tipo STOL. Ele foi desenvolvido para atender a especificação NATO, mas a Itália foi inicialmente o único país membro a adotá-lo. Os Estados Unidos adquiriram um pequeno número de modelos G.222, adotando para eles a designação de C-27A Spartan.

## Variantes
G.222TCMDesignação inicial, dois protótipos para a Força Aérea Italiana
G.222ATransporte padrão para a Força Aérea Italiana
G.222RM(Radiomisura - "medições de rádio") para calibragem de radares
G.222SAA(Sistema Aeronautico Antincendio - "combate a incêndios") quatro foram entregues a Força Aérea Italiana.
G.222TUtilizando o motor Rolls-Royce Tyne para a Força Aérea Líbia. Algumas vezes designado como G.222L.
G.222VS(Versione Speciale - "versão especial") de "contra medidas eletrônicas" ECM dois foram entregues a Força Aérea Italiana. Algumas vezes designado como G.222GE.
C-27A SpartanDez G.222 adquiridos pela Força Aérea dos Estados Unidos.
C-27J SpartanVer Alenia C-27J Spartan.